# Michael J. Moravcsik
Michael Julius Moravcsik (* 25. Juni 1928 in Budapest; † 25. April 1989 in Turin) war ein US-amerikanischer Physiker und Informationswissenschaftler ungarischer Herkunft.

## Leben
Er wurde 1928 als Mihály Julius Moravcsik in Budapest geboren, wo er von 1938 bis 1946 das bekannte Fasori Evangélikus Gimnázium besuchte, an dem unter anderen auch Eugene Wigner und John von Neumann Schüler waren. 1948 verließ er Ungarn und ging in die USA, wo er an der Harvard University das in Budapest begonnene Physik-Studium fortsetzte und 1951 den Bachelor-Abschluss cum laude erhielt. In dieser Zeit gab er auch die Mitschrift der Vorlesungen von Freeman Dyson über Quantenfeldtheorie (Advanced Quantum Mechanics) heraus, die damals weite Verbreitung fand. 1954 erhielt er die US-Staatsbürgerschaft. 1956 wurde er an der Cornell University bei Hans A. Bethe mit einer theoretischen Arbeit über die Coulomb-Streuung relativistischer Elektronen promoviert. Die Dissertation stand in Zusammenhang mit dem dort im Aufbau befindlichen Elektronen-Synchrotrons mit starker Fokussierung. Anschließend war er zwei Jahre als Post-Doc am Brookhaven National Laboratory tätig. Ab 1958 arbeitete er im Lawrence Radiation Laboratory der University of California in Livermore (Kalifornien). Er leitete dort die Theorie-Abteilung. 1963 wurde er Fellow der American Physical Society. 1967 ging er an die University of Oregon in Eugene. Bis zu seinem Lebensende war er dort Professor am Physics Department sowie am Institute for Theoretical Science. In der Physik konzentrierte sich seine Forschung auf die Theorie der starken Wechselwirkung und speziell auf die Untersuchung der Nukleon-Nukleon-Wechselwirkung in Streuexperimenten, über die er ein Buch veröffentlichte. Auf diesem Gebiet arbeitete er viel mit Peter Cziffra, H. Pierre Noyes, Henry Stapp und M. H. McGregor.
Ein häufig zitiertes Ergebnis seiner Forschung ist der Wert der Pion-Nukleon-Kopplungskonstante.
Bereits Anfang der 1960er Jahre entwickelte Moravcsik, angeregt durch mehrere Auslandsreisen, ein starkes Interesse für die Wissenschaftspolitik und deren Wirkung in Entwicklungsländern. Er war wissenschaftspolitischer Berater der Ford Foundation, der UNESCO, der American Association for the Advancement of Science und der National Science Foundation. Daneben leistete er wichtige Beiträge zu dem sich in der zweiten Hälfte des 20. Jahrhunderts entwickelnden Gebiet der quantitativen Wissenschaftsforschung (Szientometrie).
1985 wurde er für seine Leistungen auf dem Gebiet der Wissenschaftsforschung mit dem Derek John de Solla Price Award der Zeitschrift Scientometrics ausgezeichnet.
Er starb am 25. April 1989 während eines Aufenthaltes an der Universität Turin.
Moravcsik ist der Vater des Professors für Politikwissenschaft in Princeton Andrew Moravcsik (* 1957).

## Schriften
- Science Development: The Building of Science in Less Developed Countries. Indiana University, Bloomington, Indiana 1975, S. 291.
- The two nucleon interaction, Oxford: Clarendon Press 1963
- Two-Nucleon Interaction as a Research Tool in Particle Physics, Reviews of Modern Physics, Band 39, 1967, S. 670